# Wolf Peak
Der Wolf Peak ist ein 917 m hoher Berg im Südosten der Adelaide-Insel westlich der Antarktischen Halbinsel. Er ragt östlich des Merlin Peak am südlichen Ende der Stokes Peaks auf.
Die Benennung des Bergs geht auf Personal des British Antarctic Survey auf der Rothera-Station in den 1980er und 1990er Jahren zurück. Namensgeber ist ein Schlittenhund.